# Belgica antarctica
Belgica antarctica là một loài ruồi nhuế không cánh, đặc hữu Nam Cực. Với chiều dài 2–6 mm (0,079–0,24 in), đây là động vật trên cạn lớn nhất và cũng là loài côn trùng duy nhất của lục địa này.
Nó cũng có bộ gen côn trùng nhỏ nhất (tính đến 2014), với chỉ 99 triệu cặp nucleotide cơ sở (và chừng 13.500 gen).